# Никольское (Сысертский муниципальный округ)
Никольское — село в Сысертском районе Свердловской области России. Входит в Сысертский муниципальный округ. Ранее было центром Никольского сельсовета Сысертского района.

## Население
| 2002 | 2010 | 2021 |
| ---- | ---- | ---- |
| 1083 | ↘931 | ↘886 |

## География
Село Никольское расположено в верхнем течении реки Боёвки, в полутора километрах на юг от озера Щелкунского. Село находится к югу от Екатеринбурга, в 26 километрах на к юго-юго-востоку от города Сысерти (по автодороге в 31 километре). В пяти километрах южнее села проходит граница между Свердловской и Челябинской областями. В 11 километрах к северо-западу от села находится скала Соколиный Камень — геоморфологический памятник природы.
К западу от села проходит автодорога федерального значения Екатеринбург — Челябинск.

## История
Село основано в конце XVIII века, когда в 1793 году горный исправник Григорий Иванович Клепинин купил у помещицы Горбуновой 7500 десятин земли и поселил на ней 270 душ крепостных людей (120 мужского и 150 женского пола), купленных им на вывод на имя жены своей Анастасии Андреевны (урождённой Копыловой), у помещиков Нижегородской, Саратовской, Симбирской и Пензенской губерний. Изначально село называлось Верх-Боевской винокуркой. Село Никольское получило название в 1846 году при образовании самостоятельнаго прихода из трёх селений (само село и деревни Андреевка и Щербаковка), когда 17 апреля был заложен каменный храм во имя святителя Николая Чудотворца, устроенный на собственные средства сыном прежнего помещика Г. И. Клепинина землевладельцем Андреем Григорьевичем Клепининым. 14 октября 1852 года храм был освящен, по благословению Архиепископа Пермского и Верхотурского Неофита. В 1856 году из-за недостатка средств к содержанию причта храм был приписан к Щелкунской Знаменской церкви. В следующем 1857 году, по распоряжению епархии, снова открыт самостоятельный приход, к которому были приписаны две деревни: Ново-Боевка и Новоипатово. Поскольку жители двух этих деревень числились работниками Сысертских заводов, то Сысертское заводоуправление дало обязательство платить жалованье священнику по 180 рублей, а дьяку и пономарю - по 48; хлебный провиант по 2 пуда на каждаго человека в месяц. Данное обязательство исполнялось до 1 сентября 1879 года, когда заводоуправление наделило Новоипатовских и Верх-Боевских крестьян землёй по уставной грамоте.
26 апреля 2012 года Никольская сельская администрация была упразднена.

## Инфраструктура
В селе Никольском есть православный храм Святого Николая, архиепископа Мирликийского, работают сельский дом культуры с библиотекой, средняя школа, детский сад, участковая больница (общая врачебная практика), пожарный пост, почта и несколько магазинов.
До села можно добраться на автобусе из Екатеринбурга и Сысерти.

### Сельское хозяйство
- ЗАО агрофирма «Никольское»
- КФХ «Юнона»
- КФХ Попова
- КФХ Огневого
- КФХ Кузнецова
- КФХ Бубнова
- КФХ Лошкарёва
- КФХ Колясникова
- КФХ Куликовой